# Меерзон, Иосиф Айзикович
Иосиф Айзикович (Александрович) Меерзон (1900—1941) — ленинградский архитектор и художник.

## Биография
Иосиф Айзикович (Александрович) Меерзон родился в 1900 год в городе Витебске в мещанской семье Айзика Залмановича Меерзона. Учился там же в Народной художественной школе, которую в 1917 году организовал Марк Шагал. После переезда в Петроград поступил в Государственные свободные художественные мастерские, где познакомился с профессором В. Е. Татлиным. Вместе с ним Меерзон принял участие в создании проекта Памятника III Интернационалу.
В 1921 году поступил на архитектурный факультет Высшего художественно-технического института (бывшей Академии художеств) в Петрограде. В 1927 году И. А. Меерзон выполнил дипломный проект на тему «Мавзолей — памятник деятелям Октябрьской революции». В 1928 году разработал проекты фабрик-кухонь. В Ленинграде было построено четыре фабрики-кухни по его проектам совместно с А. К. Барутчевым, И. А. Гильтером и Я. О. Рубанчиком. Участвовал в работе Ленинградского отделения Объединения архитекторов-урбанистов (АРУ).
С середины 1930-х годов до 1941 года И. А. Меерзон вместе с А. К. Барутчевым руководил мастерской № 1 Государственного института проектирования городов («Гипрогора»). При его участии и под его руководством были созданы генеральные планы многих городов страны. Со второй половины 1930-х работал над проектированием жилых домов и общественных зданий. И. А. Меерзон одним из первых пошёл в народное ополчение осенью 1941 года и погиб, защищая Ленинград.
Архитектор А. К. Барутчев вспоминал в конце 1960-х годов:

 «Иосиф был человеком большого и самобытного дарования, умел настойчиво и целенаправленно трудиться. Его облик сразу давал представление о присущем этому человеку темпераменте. Влитая в плечи крупная голова с резкой лепкой лица, массивная, почти квадратная фигура отчетливо олицетворяла его уверенную силу. А выражение глаз, склад губ и улыбка говорили о доброте, о великодушной способности этого человека верить во все лучшее. Стоило встретить на своем пути какое-либо бессмысленное препятствие, скрытое или явное зло, мгновенно следовала вспышка ненависти — небывалой силы шквал»

## Избранные проекты и постройки

### В Ленинграде
- Фабрика-кухня Василеостровского района (совместно с А. К. Барутчевым, И. А. Гильтером, Я. О. Рубанчиком и инженером А. Г. Джороговым, 1928—1929);
- Фабрика-кухня Невского района;
- Фабрика-кухня Выборгского района (совместно с А. К. Барутчевым, И. А. Гильтером, Я. О. Рубанчиком и инженером А. Г. Джороговым, 1928—1929);
- Фабрика-кухня Московско-Нарвского (Кировского) района (совместно с А. К. Барутчевым, И. А. Гильтером, Я. О. Рубанчиком и инженером А. Г. Джороговым, 1928—1929);
- Дом-коммуна работников «Союзверфи» в переулке Матвеева (совместно с Я. О. Рубанчиком);
- Центральный парк культуры и отдыха на Крестовском острове в Ленинграде (всесоюзный конкурс; 4-я премия; соавторы А. К. Барутчев, И. А. Гильтер, Я. О. Рубанчик);
- Проект реконструкции площади Калинина;
- Дворец Красной Армии и флота в Кронштадте (в соавторстве с А. К. Барутчевым, 1930-е).

### В других городах
- Разрабатывал генеральные планы Кировска, Якутска, Магадана, Петрозаводска, Ярославля (совместно с Н. В. Барановым, 1936 г.), Баку (1937 г.), Горького (совместно с И. Ратько, Н. Солофоненко, 1937 г.), Челябинска (совместно с В. А. Витманом, 1937 г.), Казани (совместно с И. С. Носовым, 1941 г.)
- Дом правительства Мордовской АССР (Дом Советов) в Саранске, 1930-е гг.
- Дворец культуры и техники имени Сталина в Перми.

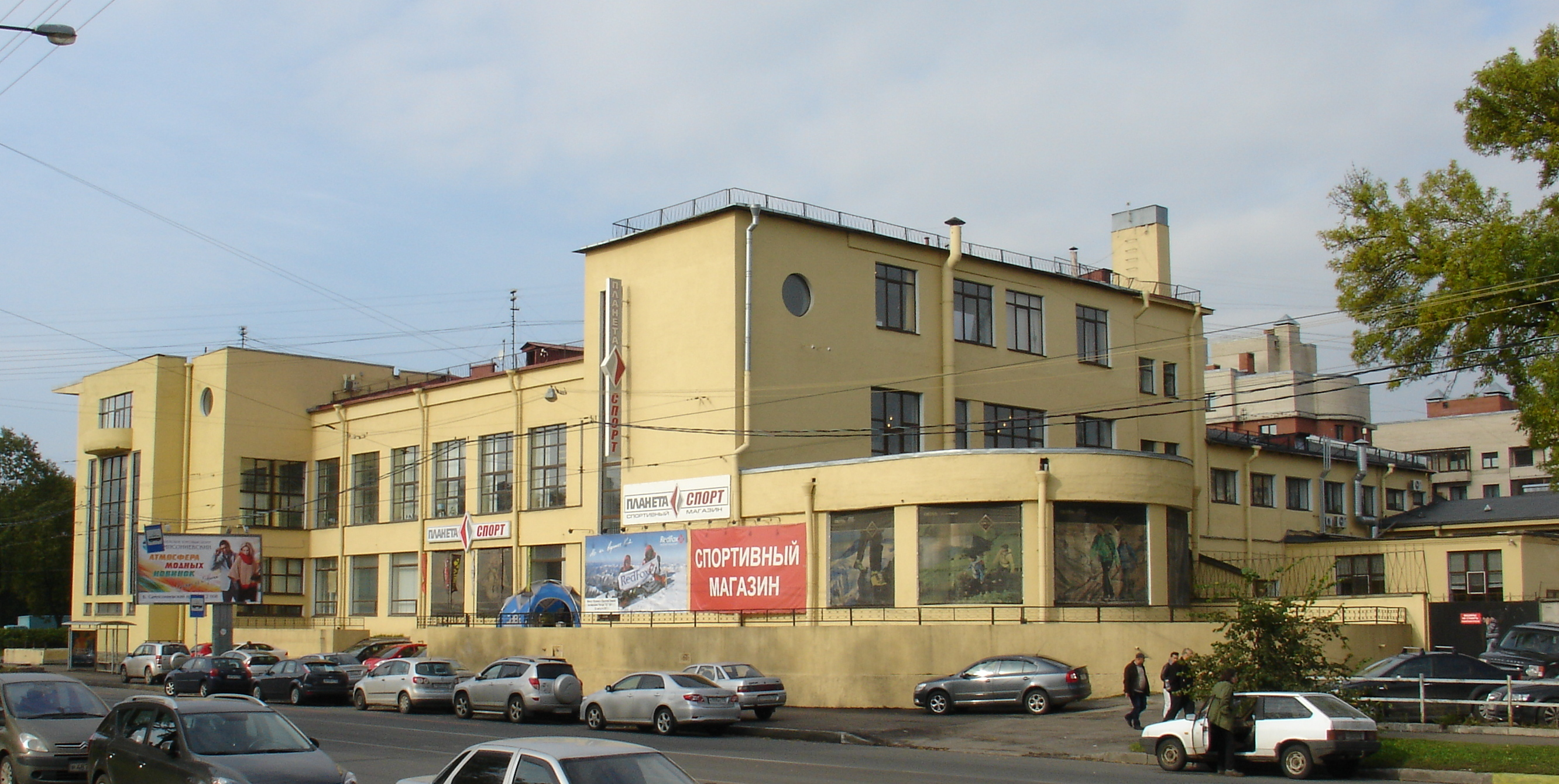
Выборгская фабрика-кухня
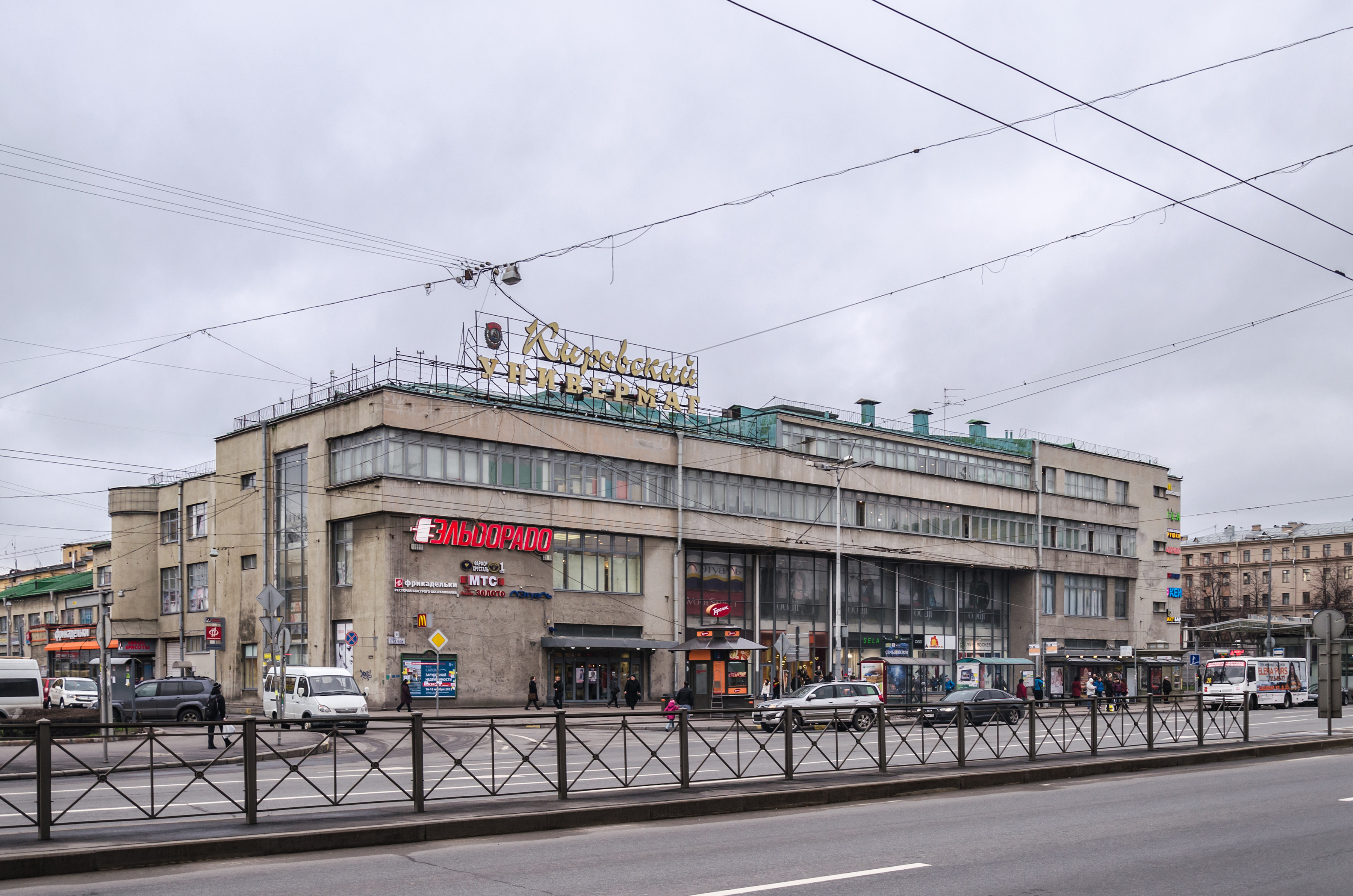
Кировский универмаг
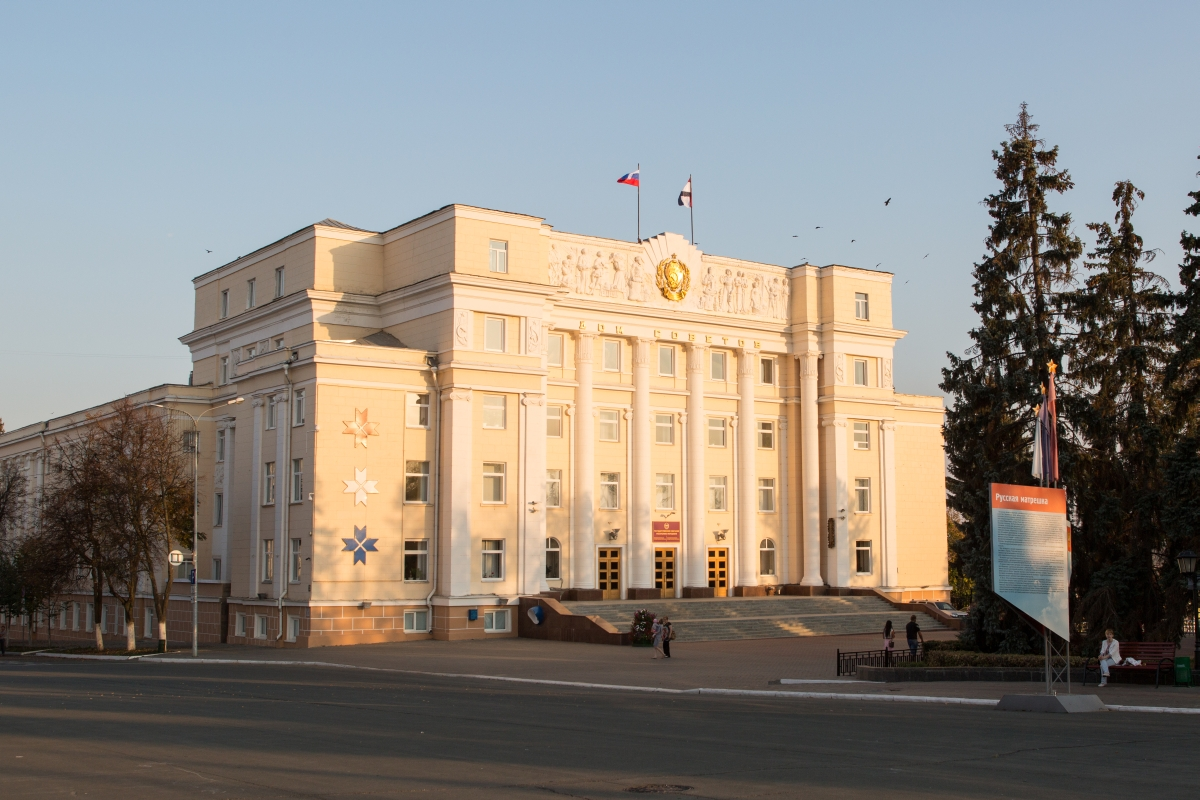
Дом Советов в Саранске